# Barbro Törnberg-Karlsson
Barbro Margareta Törnberg-Karlsson, folkbokförd Karlsson, född Törnberg den 17 februari 1936 i Sankt Görans församling, Stockholm, död den 2 juli 2022 i Danderyds distrikt, var en svensk psalmförfattare, sångerska och adjunkt, verksam inom pingströrelsen.

## Biografi
Barbro Törnberg-Karlsson var dotter till pastorn Allan Törnberg och Elsa Törnberg, född Höök. Genom sin fars nära samarbete med Lewi Pethrus växte hon upp i den svenska pingströrelsens innersta krets och kom tidigt att framföra många av sin fars sånger.
Hon blev filosofie magister och fick tjänst som lärare i svenska och engelska. Hon delade sin tid mellan familj, lärartjänst och sång, där hon sjöng solo eller reste med Ibra-kören. Hon fick tre söner och bildade med dessa sånggruppen Karlssons som turnerade och gav ut flera skivor från 1976 och tretton år framåt. Hon medverkade även i TV-programmet Minns du sången, som sändes i Sveriges Television.
Barbro Törnberg-Karlsson är begravd på Danderyds kyrkogård.

## Psalmer
Törnberg-Karlsson satt med som ledamot för Segertonerkommittén 1988. Hon finns representerad med 10 psalmer i psalmboken Segertoner (1988).
- Jag sjunger en sång från morgon till kväll, bearbetade texten 1987.[5]
- Åter till Bibeln, bearbetade texten 1987.[5]
- Det är en som har dött i stället för mig, bearbetade texten 1987.[5]
- I Jesu namn vi börjar, bearbetade texten 1987.[5]
- Den store läkaren är här, bearbetade texten 1987.[5]
- O, att bli lik dig, Mästare Jesus, bearbetade texten 1987.[5]
- Kom till Jesus, min vän, du som sörjande går, bearbetade texten 1987.[5]
- Det blod som Jesus göt för mig, översatte texten till svenska.[5]
- Jag vill prisa Herren Jesus, översatte texten 1987 till svenska.[5]
- Snart kommer Jesus, som själv han sagt, översatte texten 1987 till svenska.[5]

## Diskografi
- 1974 – Intill jordens yttersta gränser.[11]
- 1981 – Allan Törnberg & Familjen.[12]

### Singlar
- 1954 – I Ljusa Drömmars Vår/Livet Är Skönt.[13]
- 1957 – Mor, Lilla Mor/Sång till Mor.[14][15]
- 1966 – Allan Törnbergs Sånger Sjunges Av Dottern Barbro.[8]

### Med Karlssons
- 1972 – Jag vill berätta (singel, med sång av "Bröderna Karlsson", piano Barbro Törnberg-Karlsson)[16]
- 1976 – Karlssons (LP), Pilot PLP 2046
- 1977 – 2 (LP), Pilot PLP 2060
- 1980 – På Nytt (LP), Prim LP 570.660